# Amore e ginnastica (romanzo)
Amore e ginnastica è un romanzo dell'autore italiano Edmondo De Amicis del 1892.
Nel 1973 ne è stato tratto il film omonimo, diretto da Luigi Filippo D'Amico.

## Trama
In un appartamento di un palazzo di Torino vive, assieme allo zio commendatore di cui gestisce gli affari, il poco più che trentenne segretario Celzani. Tra gli altri inquilini si distingue per la sua avvenenza e prestanza fisica la ventisettenne maestra Pedani, appassionata cultrice di ginnastica che abita con una sua collega ed è blandamente corteggiata da un giovane studente, figlio dell'ingegner Ginoni. Celzani, timido e impacciato con le donne, se n'innamora follemente e, dopo aver ottenuto il beneplacito dello zio, chiede la mano della giovane, ma questa rifiuta, adducendo a giustificazione il fatto che si sente investita di un'importante missione, quella di diffondere la pratica della ginnastica secondo le teorie di Emilio Baumann. Per il segretario Celzani è un duro colpo ma, dopo un periodo di smarrimento, riprende il corteggiamento in maniera più sottile, mostrandosi realmente interessato agli esercizi ginnici e frequentando una palestra. Riceve però un nuovo rifiuto, dopodiché medita di lasciare la casa dello zio, ed eventualmente la città di Torino, per dare un taglio netto con la sua vita precedente; prima però intende ascoltare l'intervento della maestra in un congresso di ginnastica che si tiene a Palazzo Carignano, per sentirla parlare in pubblico un'ultima volta. Ma dopo l'allocuzione, quando sta per dirle addio, la Pedani, che in qualche modo è stata toccata dalle parole che l'ingegner Ginoni le ha rivolto sullo stato d'animo di Celzani, bacia sulla bocca il segretario, che si sente rinascere a nuova vita.

## Personaggi
- Il segretario Celzani, detto don Celzani: uomo poco più che trentenne, orfano di entrambi i genitori. Per diversi anni ha studiato in seminario, dal quale ha ritenuto certi modi preteschi che sono all'origine del suo soprannome.
- Il commendator Celzani: zio e datore di lavoro del precedente, promotore di diverse società sportive.
- Maria Pedani: maestra ventisettenne, originaria della Provincia di Brescia, larga di spalle e stretta di cintura», modellata come una statua, che spirava da tutto il corpo la salute e la forza, e che sarebbe stata bellissima se non avesse avuto un nasino non finito e un'espressione di viso e un'andatura un po' troppo virili[1].
- La maestra Zibelli: collega e coinquilina della precedente; aveva trentasei anni ed era anche nel fisico l'opposto della sua amica. Alta essa pure; ma magra, e stretta di spalle; un viso bellino, ma troppo piccolo, e già appassito [...] Le amarezze della sua vita di ragazza, per cui non era nata, le avevano messe due pieghe aspre negli angoli della bocca, e un che di torbido negli occhi che rivelava un'anima malcontenta[2].
- Il maestro Fassi: inquilino del palazzo, anch'egli patito di ginnastica, ma con vedute diverse da quelle della maestra Pedani.
- L'ingegner Ginoni: inquilino del palazzo che spesso stuzzica la Pedani sminuendo l'importanza dell'educazione fisica.
- Alfredo Ginoni: il maggiore dei figli dell'ingegnere. Di ventun'anno, studente di matematica all'Università e velocipedista chiarissimo, era un biondino ardito, con due begli occhi maligni, già disinvolto come un uomo rotto al mondo[3]. Corteggia la maestra Pedani senza intenzioni serie.
- Il cavalier Padalocchi: inquilino del palazzo. Un vecchio professor di lettere, [...] vedovo e pensionato, un linguista terribile, dicevano, ma di maniere compitissime; il quale s'accompagnava qualche volta con la Pedani su per la scala, parlandole dei suoi malanni[4].
- Le due vecchie sorelle: inquiline del palazzo. Due vecchie sorelle agiate, tutte di chiesa, scrupolose a segno che non alzavan mai gli occhi in viso ad un uomo, e buonissime in fondo. Tolgono il saluto alla Pedani avendo saputo che segue un corso di anatomia umana, e prendono in simpatia la Zibelli quando questa, in seguito ad una crisi, diventa una fervente devota.
- Il cavalier Pruzzi: direttore della scuola in cui insegna la maestra Pedani e amico del commendator Celzani. Il segretario Celzani si rivolge a lui per avere informazioni sulla Pedani a causa di certe dicerie sul suo conto, ma è inizialmente reticente; successivamente gli comunica che queste nascono da travisamenti della realtà.

## Edizioni
- Edmondo De Amicis, Amore e ginnastica, nota introduttiva di Italo Calvino, Centopagine 6, Torino, Einaudi, 1971.
- Edmondo De Amicis, Amore e ginnastica e altri racconti, a cura di Giorgio De Rienzo, BUR Letteratura 597, Milano, Rizzoli, 1986.
- Edmondo De Amicis, Amore e ginnastica, introduzione di Valeria Viganò, I libri dell'Unità. Italiana 13, Roma, l'Unità, 1993.
- Edmondo De Amicis, Amore e ginnastica, a cura di Giuseppe Gallo, Leggere narrativa, Milano, Principato, 1997, ISBN 88-416-1783-7.
- Edmondo De Amicis, Amore e ginnastica, a cura di Renata Freccero, Torino, Libreria editrice universitaria Levrotto & Bella, 2000, ISBN 88-8218-058-1.
- Edmondo De Amicis, Amore e ginnastica, nota introduttiva di Italo Calvino, Oscar Classici 527, Milano, Mondadori, 2001, ISBN 88-04-48645-7.
- Edmondo De Amicis, Amore e ginnastica, a cura di Rosanna Gamberini, Alice, 2001.
- Edmondo De Amicis, Amore e ginnastica, a cura di Luciano Tamburini, I cacciaguida 8, Atripalda, Mephite, 2004, ISBN 88-88655-14-X.
- Edmondo De Amicis, Amore e ginnastica, Collezione d'autore, Torino, La Stampa, 2005.
- Edmondo De Amicis, Amore e ginnastica, edizione speciale in corpo 18 per ipovedenti, Torino, Marcovalerio, 2005, ISBN 88-7547-032-4.
- Edmondo De Amicis, Amore e ginnastica, Le spighe 3, Pisa, ETS, 2006, ISBN 88-467-1707-4.
- Edmondo De Amicis, Amore e ginnastica, edizione speciale per il progetto Qui comincia la lettura di Festivaletteratura, Mantova, Corraini, 2009.
- Edmondo De Amicis, Amore e ginnastica, Passigli narrativa, Bagno a Ripoli, Passigli, 2009, ISBN 978-88-368-1169-4.
- Edmondo De Amicis, Amore e ginnastica, a cura di Luca Scarlini, ET 1604, Torino, Einaudi, 2010, ISBN 978-88-06-20179-1.
- Edmondo De Amicis, Amore e ginnastica, introduzione di Riccardo Reim, Adularia minima 28, Milano, Ott/Novecento, 2013, ISBN 978-88-87734-43-0.
- Edmondo De Amicis, Amore e ginnastica, Numeri uno vintage, Siena, Barbera, 2005, ISBN 978-88-7899-547-5.
- Edmondo De Amicis, Cuore; Amore e ginnastica, I Classici Bramante, Milano, Guide Moizzi, 2013, ISBN 978-88-96146-97-2.
- Edmondo De Amicis, Amore e ginnastica, Ecra letteratura 1, Roma, Ecra, 2015, ISBN 978-88-6558-144-5.
- Edmondo De Amicis, Amore e ginnastica, illustrazioni di Fabio Visintin, adattamento e attività di Daniela Difrancesco, edizione con compact disc, Genova, Cideb, 2016, ISBN 978-88-530-1560-0.